# Semiothisa hebesata
Semiothisa hebesata är en fjärilsart som beskrevs av Walker 1862. Semiothisa hebesata ingår i släktet Semiothisa och familjen mätare. Inga underarter finns listade i Catalogue of Life.